# Point Break (film, 2015)
Cet article concerne le remake. Pour le film original de 1991, voir Point Break.
Pour plus de détails, voir Fiche technique et Distribution.
Point Break ou Extrême Limite au Québec est un film américano-germano-chinois réalisé par Ericson Core et sorti en 2015. Il s'agit d'un remake du film du même nom de Kathryn Bigelow, sorti en 1991.
Le film est l'objet de critiques négatives et s’avère être un échec au box-office : seulement 28 millions de dollars de recettes sur un montant de 105 millions de dollars de budget.

## Synopsis
Johnny « Utah » Brigham est un athlète de l'extrême. Lors d'un run à moto-cross pour l'un de ses sponsors, son meilleur ami Jeff meurt après une cascade ratée. Johnny s'en veut terriblement et quitte tout cet univers. Sept ans plus tard, Johnny postule au sein du FBI pour devenir agent fédéral. Il entend alors parler d'une équipe de braqueurs bien particuliers. Ces derniers ont dévalisé un stock de diamants à Bombay en s'échappant en parachute. Au Mexique, ils dérobent dans un avion un stock de billets qu'ils relâchent dans le ciel au Mexique, avant de disparaitre en chute libre directement dans le gouffre des Hirondelles. Johnny sent qu'il peut les appréhender, même s'il n'est alors toujours pas officiellement un agent fédéral. Johnny va alors tenter d'en savoir plus sur ces braqueurs de l'extrême. Il va alors rencontrer le mystérieux et charismatique Bodhi.

## Fiche technique
Sauf indication contraire, les informations mentionnées dans cette section peuvent être confirmées par la base de données cinématographiques IMDb,  présente dans la section « Liens externes ».
- Titre original : Point Break
- Titre français : Point Break sous-titré Le crime n'a plus de limites
- Titre québécois : Extrême Limite
- Réalisation : Ericson Core
- Scénario : Kurt Wimmer, d'après Point Break écrit par W. Peter Iliff sur une idée de W. Peter Iliff, Rick King et Kurt Wimmer
- Musique : Junkie XL
- Direction artistique : Michael Fissneider, Ralf Schreck et Ana Solares
- Décors : Udo Kramer et Michael Fechner
- Costumes : Lisy Christl
- Photographie : Ericson Core
- Cadreur : Daniel Moder
- Son : Marc Daniel Nelson, Roland Winke
- Montage : Gerald B. Greenberg, Thom Noble et John Duffy
- Production : Broderick Johnson, John Baldecchi, Kurt Wimmer, David Valdes, John Baldecchi et Christopher Taylor

Coproducteurs : Christoph Fisser, Henning Molfenter, Charlie Woebcken, Dana Belcastro et Yolanda T. Cochran
Producteurs exécutifs : John Bernard, Ralph Brosche, James Biddle, Gianluca Leurini, Anton Maillie, Dileep Singh Rathore et Sandra Solares
Producteurs délégués : Dan Mintz, Robert L. Levy, Peter Abrams, John McMurrick et Bing Wu
Producteur interactif : Noam Dromi
- Sociétés de production : Eagle Pictures, Ehman Productions, Summit Entertainment (non crédité) avec la participation de Alcon Entertainment

Sociétés de coproduction : Studio Babelsberg
Société de Production associée : DMG Entertainment
- Sociétés de distribution : 
  - États-Unis et Canada : Warner Bros.
  - Chine : China Film Group Corporation (CFGC)
  - Allemagne : Concorde Filmverleih
  - Italie : Eagle Pictures
  - Australie : Roadshow Films
  - France : SND Films
  - Belgique : Kinepolis Film Distribution (KFD)
- Pays d'origine :  Chine,  Allemagne,  États-Unis,  Australie,  Italie et  Canada
- Langue originale : anglais, français, espagnol
- Budget : 105 millions de dollars[1],[2],[3]
- Format[4] : couleur - 35 mm - 2,35:1 (Cinémascope) - son Datasat | Dolby Digital | Dolby Surround 7.1 | Dolby Atmos | SDDS
- Genre : action, policier
- Durée : 114 minutes
- Dates de sortie[5] :
  - Chine : 4 décembre 2015
  - États-Unis et Canada : 25 décembre 2015
  - Australie : 1er janvier 2016
  - Belgique : 6 janvier 2016
  - Allemagne : 21 janvier 2016
  - Italie : 27 janvier 2016
  - France : 3 février 2016[6]
- Classification[7] :
  -  États-Unis : PG-13 - Parents Strongly Cautioned (Certaines scènes peuvent heurter les enfants de moins de 13 ans - Accord parental recommandé, film déconseillé aux moins de 13 ans)
  -  France : Tous publics (visa d'exploitation no 143740 délivré le 21 janvier 2016)[8]

## Distribution
- Luke Bracey (VF : Damien Ferrette ; VQ : Frédérik Zacharek) : Johnny « Utah » Brigham
- Édgar Ramírez (VF : Mathieu Moreau ; VQ : Patrice Dubois) : Bodhi
- Ray Winstone (VF : Patrick Bethune ; VQ : Manuel Tadros) : Angelo Pappas
- Matias Varela (VF : Laurent Morteau ; VQ : Martin Desgagné) : Grommet
- Clemens Schick (VF : Loïc Houdré ; VQ : Alexis Lefebvre) : Roach
- Teresa Palmer (VF : Alice Taurand ; VQ : Ariane-Li Simard-Côté) : Samsara
- Delroy Lindo (VF : Saïd Amadis ; VQ : Yves Corbeil) : l'agent instructeur du FBI
- Glynis Barber : C. Mc Guire (FBI - Head of investigations)
- Tobias Santelmann (VF : Julien Meunier ; VQ : Antoine Durand) : Chowder
- Max Thieriot : Jeff
- Nikolai Kinski (VF : Mustapha Abourachid) : Pascal Al Fariq
- James LeGros : un agent fédéral
- Numan Acar : le portier turc
- Steve Aoki : lui-même

Sources et légende : Version française (VF) sur Symphonia Films ; Version québécoise (VQ) sur Doublage.qc.ca.

## Production

### Genèse et développement
En 2011, 20 ans après la sortie de Point Break, il est annoncé qu'Alcon Entertainment va produire un remake, écrit par Kurt Wimmer.

### Attribution des rôles
Alors que Gerard Butler était initialement prévu, c'est finalement Édgar Ramírez qui reprend le rôle de Bodhi, tenu par Patrick Swayze dans le film original.
Luke Bracey est officialisé dans le rôle de Johnny Utah en février 2014 et succède ainsi à Keanu Reeves.
James LeGros et BoJesse Christopher, qui incarnaient respectivement les braqueurs Roach et Grommet dans le film original, tiennent ici les rôles d'agents du FBI,.

### Tournage
Le tournage débute le 26 juin 2014 à Berlin, puis se déroule en Autriche (Hall en Tyrol, Carinthia), Allemagne (studios de Babelsberg), Italie (Cortina d'Ampezzo), Suisse (Walenstadt), Mexique (gouffre des Hirondelles, Baja Studios), Venezuela (Salto Ángel), Polynésie française (Tahiti notamment à Teahupoo), Inde et aux États-Unis (Hawaï...),,.

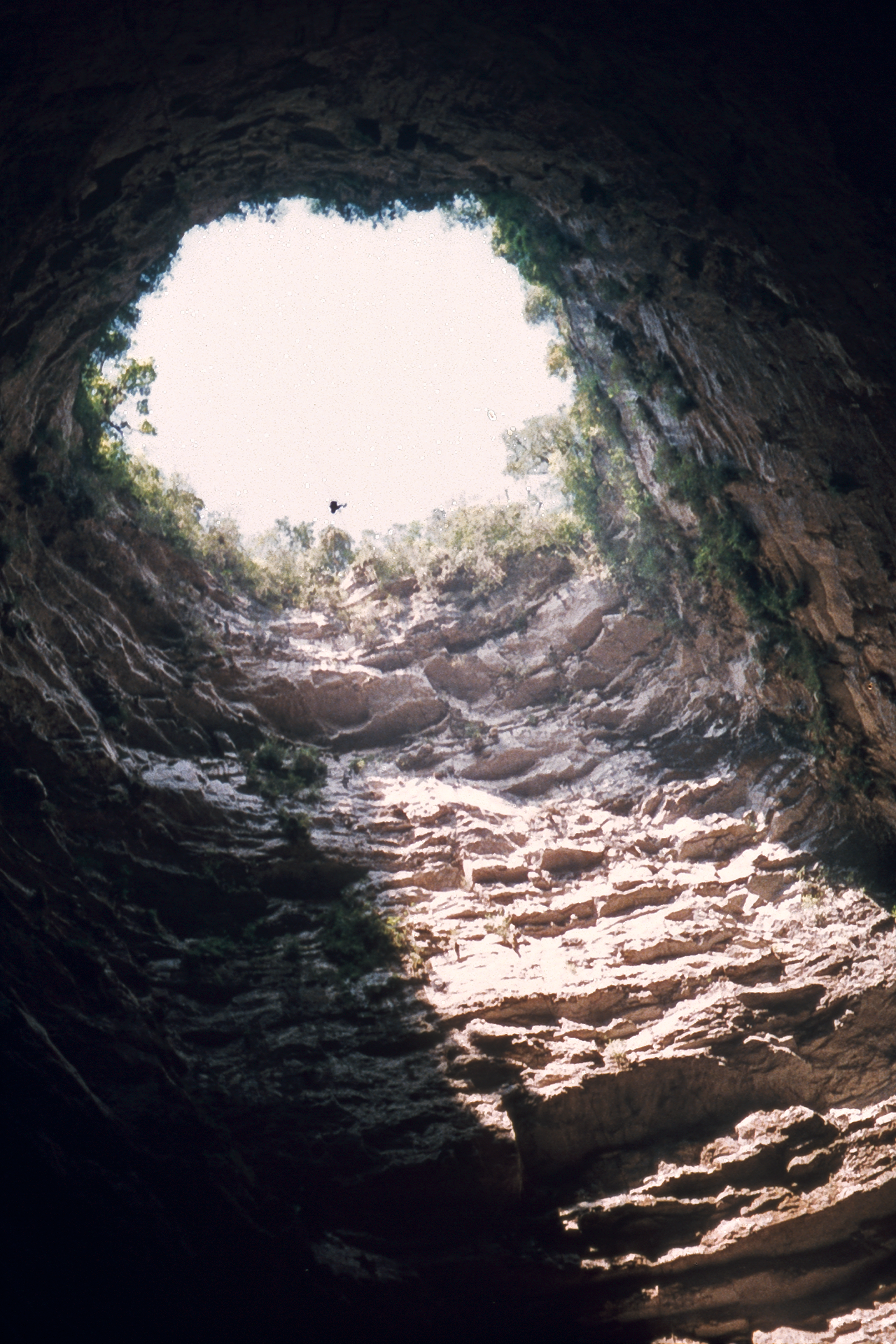
Le gouffre des Hirondelles au Mexique.
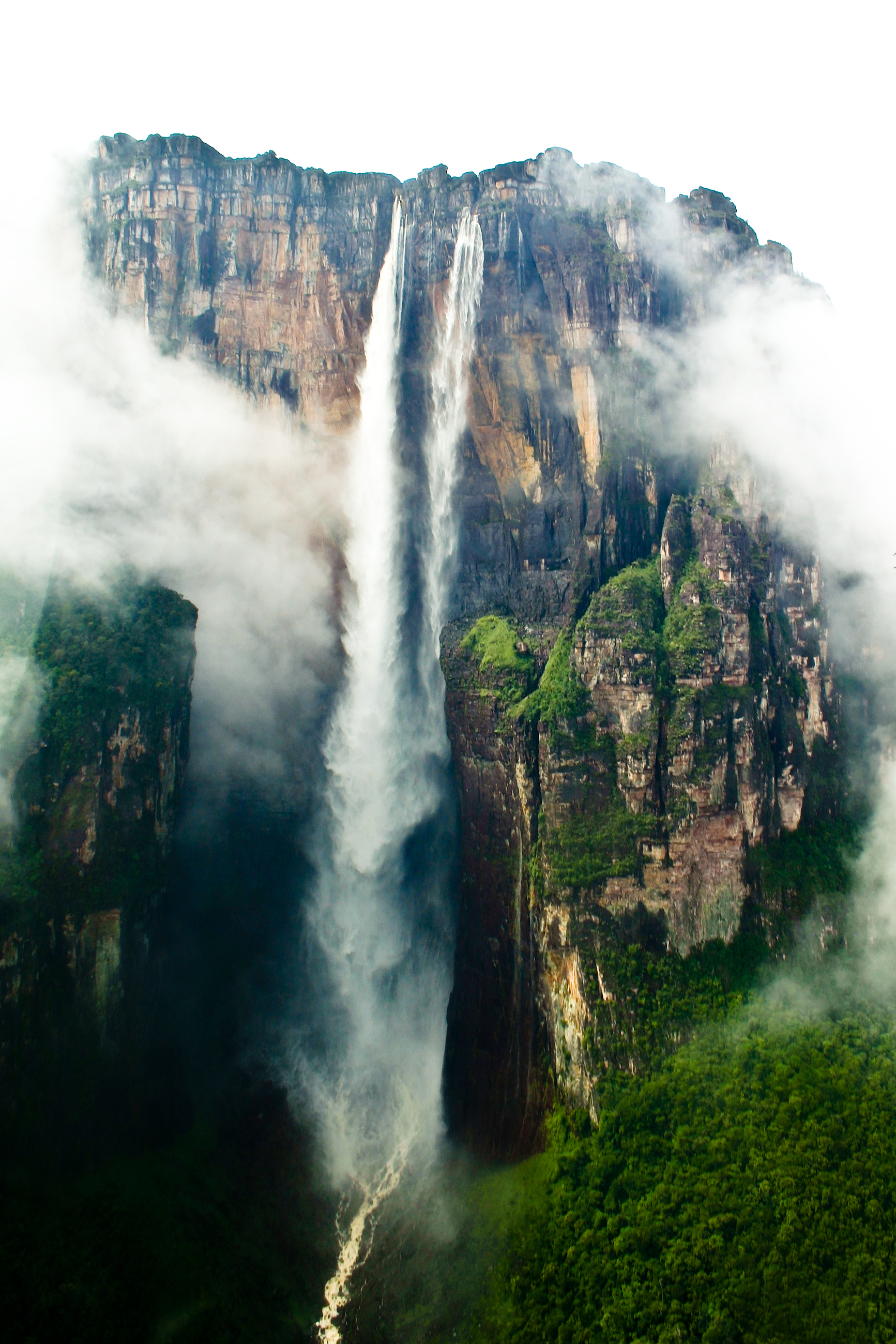
Le Salto Ángel, dans le parc national Canaima au Venezuela.

## Bande originale
La musique du film est composée par Junkie XL. L'album de la bande originale contient cependant davantage de chansons non originales d'artistes electro comme The Avener, Steve Aoki, etc.
| Liste des titres | Liste des titres                   | Liste des titres                                             | Liste des titres             | Liste des titres | Liste des titres | Liste des titres | Liste des titres | Liste des titres | Liste des titres |
| No               | Titre                              | Auteur                                                       | Interprètes                  | Durée            |                  |                  |                  |                  |                  |
| ---------------- | ---------------------------------- | ------------------------------------------------------------ | ---------------------------- | ---------------- | ---------------- | ---------------- | ---------------- | ---------------- | ---------------- |
| 1.               | Runaway                            | Louis Bell, Andrew Wotman                                    | Andrew Watt                  | 3:12             |                  |                  |                  |                  |                  |
| 2.               | Burn Me Down                       | Eric Berdon, Michael Hodges, Justin Young                    | Justin Young                 | 3:27             |                  |                  |                  |                  |                  |
| 3.               | I Need Your Love                   | Gareth Thomas                                                | Gareth Thomas & Baer         | 4:40             |                  |                  |                  |                  |                  |
| 4.               | I See                              | Nicolas Mathys                                               | Zoey Clarke & Sempé'         | 2:46             |                  |                  |                  |                  |                  |
| 5.               | Do You Wanna                       | Isaiah Blas, Michael Hodges, Casey Peek, Jed Peek, Chad Wolf | Mrkts                        | 2:47             |                  |                  |                  |                  |                  |
| 6.               | AAA                                | Nicolas Mathys                                               | Sempé'                       | 3:03             |                  |                  |                  |                  |                  |
| 7.               | The Power of Now                   | Steve Aoki, Willem Rebergen, Friso Venema                    | Steve Aoki & Headhunterz     | 3:20             |                  |                  |                  |                  |                  |
| 8.               | Crazy                              | Kenny Glasgow                                                | Art Department               | 6:35             |                  |                  |                  |                  |                  |
| 9.               | Warm                               | Sophie Cooke, S. G. Lewis                                    | S.G. Lewis                   | 4:46             |                  |                  |                  |                  |                  |
| 10.              | Take Me Down                       | Michael Hodges, Kayla Morrison, Gerald Trottman              | Genevieve                    | 3:24             |                  |                  |                  |                  |                  |
| 11.              | Fade Out Lines (The Avener Rework) | Phoebe Killdeer, Cédric Roux, Craig Walker                   | The Avener & Phoebe Killdeer | 4:35             |                  |                  |                  |                  |                  |
| 12.              | Still Breathing                    | Ian Lasater, Lisa Mongelli, Cory Todd                        | Dig the Kid                  | 4:25             |                  |                  |                  |                  |                  |
| 13.              | Point Break End Credits            | Tom Holkenborg                                               | Junkie XL                    | 10:56            |                  |                  |                  |                  |                  |
| 57:56            |                                    |                                                              |                              |                  |                  |                  |                  |                  |                  |

Autres chansons présentes dans le film
- Jax Jones - Yeah Yeah Yeah[22]
- The Black Keys - Gold On the Ceiling
- Steve Aoki & DJ Fresh - Dirty Bass

## Sortie

### Avant-première italienne du remake dePoint Break
Ce sera Courmayeur qui accueillera l'avant-première italienne de Point Break. Plusieurs scènes, comme la vertigineuse descente en snowboard sur les pentes enneigées, ont été tournées sur le Massif du Mont-Blanc et à Valgrisenche. L'avant-première - entre fin janvier et début février 2016 - s'inscrit dans un projet du Courmayeur Noir in Festival et de la Commission Film Vallée d'Aoste, qui, durant ces jours, feront découvrir les « panoramas » valdôtains aux jeunes producteurs italiens.

### Critique
Dans les pays anglophones, Point Break est largement éreinté par la critique spécialisée, qui obtient 4 % sur le site Rotten Tomatoes, pour 25 critiques et une moyenne de 3,5⁄10. Le site Metacritic lui donne un score de 41⁄100, pour 10 critiques.
En France, le film obtient sur le site Allociné une moyenne de 1,4/5 mais pour seulement 3 titres de presses. On peut ainsi lire dans 20 Minutes, sous la plume de Caroline Vié, que « les cascades sont réussies, mais le film d’Ericson Core n’a pas l’étincelle lui permettant de rivaliser avec le classique de Kathryn Bigelow ». Jean Serroy du Dauphiné libéré écrit quant à lui que c'est un « remake d’un film culte, remis à la sauce et au goût du jour par un scénario qui se contente de multiplier les cascades en 3D » et il ajoute qu'« on s’en lasse vite ». Sur le site aVoir-aLire.com, Frédéric Mignard décrit le film comme « un ersatz de Fast and Furious [...] cette catastrophe industrielle consiste en une litanie de cascades spectaculaires à la Torque, sans le second degré de celui-ci ».

### Box-office
Point Break fait un mauvais démarrage aux États-Unis avec 10 220 000 $ de recettes lors de son premier week-end d'exploitation en salles, ce qui lui vaut de prendre la huitième place du box-office américain. À l'international, le film engrange 79 198 977 $, dont 39 373 838 $ en Chine, où il a occupé la seconde place du box-office durant deux semaines.
Pour sa première semaine d'exploitation en France, Point Break se place à la quatrième place du classement avec 262 725 entrées, derrière Alvin et les Chipmunks : À fond la caisse (488 106 entrées), Chocolat (619 509 entrées) et Les Tuche 2 : Le Rêve américain (1 502 557 entrées).
| Pays ou région    | Box-office      | Date d'arrêt du box-office | Nombre de semaines |
| ----------------- | --------------- | -------------------------- | ------------------ |
| États-Unis Canada | 28 782 481 $    | 25 février 2016            | 9                  |
| France            | 523 060 entrées | 22 mars 2016               | 7                  |
| Mondial           | 133 718 711 $   | -                          | -                  |

## Distinctions
En 2016, Point Break a été sélectionné 5 fois dans diverses catégories et a remporté 2 récompenses.

### Récompenses
- Jackie Chan International Action Film Week 2016 :
  - Jury Award des meilleurs effets spéciaux.
  - Jury Award du meilleur chorégraphe d'action décerné à Jon Devore

### Nominations
- Teen Choice Awards 2016 : meilleur film dramatique
- World Stunt Awards 2016 :
  - Meilleur coordinateur de cascade et / ou directeur de 2e unité pour Ralf Haeger et Mic Rodgers
  - Meilleur gréement acrobatique pour Florian Hotz, Ralf Haeger et Matthias Günther